# Championnat de France masculin de volley-ball
Le Championnat de France de volley-ball masculin qui a connu de diverses appellations (Nationale 1 ou Division 1 notamment) est nommé « Pro A » entre 1996 et 2009, « Ligue A » entre 2009 et 2023 puis désormais « Marmara SpikeLigue » (à la suite d'un contrat de naming avec Marmara).
Les équipes placées aux huit premiers rangs à la fin de la saison régulière (26 matches) disputent des play-off, structurés en quart de finale puis demi-finale et finale avec match aller-retour, dont le match retour a lieu dans la salle du mieux classé ainsi que la belle éventuelle. L'équipe placée au dernier rang descend en Ligue B et est remplacée par l'équipe classée première à l'issue de la saison régulière de Ligue B.

## Club participants (2025-2026)
| \| Chaumont Saint-Nazaire Montpellier Tours Plessis-Robinson Nice Poitiers Narbonne Paris Sète Tourcoing Cannes Toulouse \| Localisation des clubs engagés dans le championnat. |
| Chaumont Saint-Nazaire Montpellier Tours Plessis-Robinson Nice Poitiers Narbonne Paris Sète Tourcoing Cannes Toulouse                                                           |

| Club                         | Localisation     | Équipementier | Saison précédente 2024-2025 |
| ---------------------------- | ---------------- | ------------- | --------------------------- |
| Ajaccio VB                   | Ajaccio (Corse)  | -             | Promu de Ligue B            |
| Alterna Stade Poitevin VB    | Poitiers         | Hummel        | Vice-champion               |
| Arago de Sète                | Sète             | Hummel        | 10e en SR                   |
| AS Cannes VB                 | Cannes           | Eldera        | 8e en SR                    |
| Chaumont Volley-Ball 52      | Chaumont         | Erreà         | 2e en SR                    |
| Le Plessis-Robinson VB       | Plessis-Robinson | Erreà         | 13e en SR                   |
| Montpellier HSC Volley-Ball  | Montpellier      | Erreà         | 1er en SR                   |
| Narbonne Volley              | Narbonne         | Shilton       | 11e en SR                   |
| Nice Volley-Ball             | Nice             | Panzeri       | 5e en SR                    |
| Paris Volley                 | Paris            | ninesquared   | 9e en SR                    |
| Saint-Nazaire VBA            | Saint-Nazaire    | Erreà         | 12e en SR                   |
| Spacer's Toulouse Volley     | Toulouse         | Hummel        | 7e en SR                    |
| Tourcoing-Lille Métropole VB | Tourcoing        | Erreà         | 3e en SR                    |
| Tours Volley-Ball            | Tours            | Erreà         | Champion                    |

## Palmarès

### Tableau
| Année | Champion                                                  | Finaliste                                                 | Troisième                                                 |
| ----- | --------------------------------------------------------- | --------------------------------------------------------- | --------------------------------------------------------- |
| 1938  | Société sportive amicale                                  |                                                           |                                                           |
| 1939  | VBC de France                                             | Paris UC                                                  | Villa Primrose                                            |
| 1940  | non disputé                                               |                                                           |                                                           |
| 1941  | Paris UC                                                  | Villa Primrose                                            |                                                           |
| 1942  | ZO : RC France ZL : RC Cannes                             | ZO : US Métro ZL : AS Cannes                              |                                                           |
| 1943  | Paris UC                                                  | Montpellier UC                                            |                                                           |
| 1944  | non terminé                                               |                                                           |                                                           |
| 1945  | Stade français                                            |                                                           |                                                           |
| 1946  | RC France                                                 |                                                           |                                                           |
| 1947  | Montpellier UC                                            |                                                           |                                                           |
| 1948  | RC France                                                 |                                                           |                                                           |
| 1949  | Montpellier UC                                            |                                                           |                                                           |
| 1950  | Montpellier UC                                            |                                                           |                                                           |
| 1951  | Montpellier UC                                            |                                                           |                                                           |
| 1952  | Stade français                                            |                                                           |                                                           |
| 1953  | Stade français                                            | CO Billancourt                                            | Montpellier UC                                            |
| 1954  | CO Billancourt                                            |                                                           |                                                           |
| 1955  | CO Billancourt                                            |                                                           |                                                           |
| 1956  | CO Billancourt (3)                                        |                                                           |                                                           |
| 1957  | Stade français                                            |                                                           |                                                           |
| 1958  | Stade français                                            | CO Billancourt                                            | GSA Hydra                                                 |
| 1959  | CAS BNCI Alger (1)                                        | GSA Hydra                                                 |                                                           |
| 1960  | Stade français                                            | RC France                                                 | GSA Hydra                                                 |
| 1961  | Stade français                                            | Paris UC                                                  | CAS BNCI Alger                                            |
| 1962  | Paris UC                                                  |                                                           |                                                           |
| 1963  | Paris UC                                                  |                                                           |                                                           |
| 1964  | RC France                                                 |                                                           |                                                           |
| 1965  | Asnières Sports                                           |                                                           |                                                           |
| 1966  | Asnières Sports                                           |                                                           |                                                           |
| 1967  | Paris UC                                                  | RC France                                                 | Stade français                                            |
| 1968  | Paris UC                                                  | RC France                                                 | Stade français                                            |
| 1969  | RC France                                                 | Montpellier UC                                            | Paris UC                                                  |
| 1970  | RC France                                                 | Montpellier UC                                            | CO Joinville                                              |
| 1971  | RC France                                                 | Montpellier UC                                            |                                                           |
| 1972  | Montpellier UC                                            | VGA Saint-Maur                                            | RC France                                                 |
| 1973  | Montpellier UC                                            | Stade français                                            | RC France                                                 |
| 1974  | Stade français (8)                                        | VGA Saint-Maur                                            | RC France                                                 |
| 1975  | Montpellier UC                                            | RC France                                                 | VGA Saint-Maur                                            |
| 1976  | VGA Saint-Maur (1)                                        | Montpellier UC                                            | RC France                                                 |
| 1977  | RC France                                                 | Montpellier UC                                            | AS Cannes                                                 |
| 1978  | RC France (9)                                             | Asnières Sports                                           | CSM Clamart                                               |
| 1979  | Asnières Sports                                           | Montpellier UC                                            | AS Grenoble                                               |
| 1980  | Asnières Sports                                           | CSM Clamart                                               | AS Cannes                                                 |
| 1981  | AS Cannes                                                 | AS Grenoble                                               | Asnières Sports                                           |
| 1982  | AS Cannes                                                 | Asnières Sports                                           | AS Grenoble                                               |
| 1983  | AS Cannes                                                 | Asnières Sports                                           | AS Grenoble                                               |
| 1984  | Asnières Sports                                           | AS Grenoble                                               | Stade français                                            |
| 1985  | AS Grenoble (1)                                           | Asnières Sports                                           | Montpellier UC                                            |
| 1986  | AS Cannes                                                 | AMSL Fréjus                                               | Asnières Sports                                           |
| 1987  | AMSL Fréjus                                               | AS Grenoble                                               | Arago de Sète                                             |
| 1988  | AMSL Fréjus                                               | Arago de Sète                                             | AS Grenoble                                               |
| 1989  | AS Fréjus Var                                             | AS Grenoble                                               | Montpellier UC                                            |
| 1990  | AS Cannes                                                 | AS Fréjus Var                                             | ASUL Lyon                                                 |
| 1991  | AS Cannes                                                 | JSA Bordeaux                                              | AS Fréjus Var                                             |
| 1992  | AS Fréjus Var (4)                                         | Montpellier UC                                            | JSA Bordeaux                                              |
| 1993  | Paris-SG Asnières (6)                                     | AS Cannes                                                 | CA Saint-Étienne                                          |
| 1994  | AS Cannes                                                 | Paris SG-Asnières                                         | Tourcoing LM                                              |
| 1995  | AS Cannes                                                 | Paris UC                                                  | Arago de Sète                                             |
| 1996  | Paris UC                                                  | AS Cannes                                                 | Stade poitevin                                            |
| 1997  | Paris UC                                                  | AS Cannes                                                 | Montpellier UC                                            |
| 1998  | Paris UC (9)                                              | AS Cannes                                                 | Paris SG-Racing                                           |
| 1999  | Stade poitevin                                            | Paris Volley                                              | AS Cannes                                                 |
| 2000  | Paris Volley                                              | Stade poitevin                                            | Tourcoing LM                                              |
| 2001  | Paris Volley                                              | Tourcoing LM                                              | Tours VB                                                  |
| 2002  | Paris Volley                                              | Tourcoing LM                                              | AS Cannes                                                 |
| 2003  | Paris Volley                                              | Tours VB                                                  | Arago de Sète                                             |
| 2004  | Tours VB                                                  | AS Cannes                                                 | Tourcoing LM                                              |
| 2005  | AS Cannes                                                 | Arago de Sète                                             | Tours VB                                                  |
| 2006  | Paris Volley                                              | Tours VB                                                  | AS Cannes                                                 |
| 2007  | Paris Volley                                              | Stade poitevin                                            | AS Cannes                                                 |
| 2008  | Paris Volley                                              | Stade poitevin                                            | AS Cannes                                                 |
| 2009  | Paris Volley                                              | Tourcoing LM                                              | Tours VB                                                  |
| 2010  | Tours VB                                                  | AS Cannes                                                 | Arago de Sète                                             |
| 2011  | Stade poitevin (2)                                        | Tours VB                                                  | Arago de Sète                                             |
| 2012  | Tours VB                                                  | Stade poitevin                                            | Arago de Sète                                             |
| 2013  | Tours VB (4)                                              | Paris Volley                                              | Arago de Sète                                             |
| 2014  | Tours VB                                                  | Paris Volley                                              | GFC Ajaccio                                               |
| 2015  | Tours VB (6)                                              | Paris Volley                                              | ASUL Lyon                                                 |
| 2016  | Paris Volley (9)                                          | Arago de Sète                                             | Tours VB                                                  |
| 2017  | Chaumont VB 52 (1)                                        | Spacer's Toulouse                                         | Montpellier UC                                            |
| 2018  | Tours VB                                                  | Chaumont VB 52                                            | Paris Volley                                              |
| 2019  | Tours VB (8)                                              | Chaumont VB 52                                            | GFC Ajaccio                                               |
| 2020  | Compétition annulée en raison de la pandémie de Covid-19. | Compétition annulée en raison de la pandémie de Covid-19. | Compétition annulée en raison de la pandémie de Covid-19. |
| 2021  | AS Cannes (10)                                            | Chaumont VB 52                                            | Montpellier UC                                            |
| 2022  | Montpellier HSC (8)                                       | Tours VB                                                  | Chaumont VB 52                                            |
| 2023  | Tours VB (9)                                              | Chaumont VB 52                                            | Saint-Nazaire VBA                                         |
| 2024  | Saint-Nazaire VBA (1)                                     | Tours VB                                                  |                                                           |
| 2025  | Tours VB (10)                                             | Stade Poitevin                                            |                                                           |
| 2026  |                                                           |                                                           |                                                           |

### Bilan
| Rang | Club                | 2019-2020        | Champion | Année(s)                                                   | Vice Champion | Année(s)                                 | Finales | 3e place |
| ---- | ------------------- | ---------------- | -------- | ---------------------------------------------------------- | ------------- | ---------------------------------------- | ------- | -------- |
| 1    | AS Cannes           | Ligue A (D1)     | 10       | 1981, 1982, 1983, 1986, 1990, 1991, 1994, 1995, 2005, 2021 | 7             | 1942, 1993, 1996, 1997, 1998, 2004, 2010 | 17      | 7        |
| 2    | Tours VB            | Ligue A (D1)     | 10       | 2004, 2010, 2012, 2013, 2014, 2015, 2018, 2019, 2023, 2025 | 5             | 2003, 2006, 2011, 2022, 2024             | 15      | 4        |
| 3    | RC France           | Disparu          | 9        | 1942, 1946, 1948, 1964, 1969, 1970, 1971, 1977, 1978       | 4             | 1960, 1967, 1968, 1975                   | 13      | 4        |
| 4    | Paris Volley        | Ligue A (D1)     | 9        | 2000, 2001, 2002, 2003, 2006, 2007, 2008, 2009, 2016       | 3             | 2013, 2014, 2015                         | 12      | 1        |
| 5    | Paris UC            | Nationale 2 (D4) | 9        | 1941, 1943, 1962, 1963, 1967, 1968, 1996, 1997, 1998       | 2             | 1961, 1995                               | 11      | 1        |
| 6    | Stade français      | Nationale 3 (D5) | 8        | 1945, 1952, 1953, 1957, 1958, 1960, 1961, 1974             | 1             | 1973                                     | 9       | 3        |
| 7    | Montpellier HSC     | Ligue A (D1)     | 8        | 1947, 1949, 1950, 1951, 1972, 1973, 1975, 2022             | 7             | 1969, 1970, 1971, 1976, 1977, 1979, 1992 | 15      | 5        |
| 8    | Asnières Volley 92  | Nationale 2 (D4) | 6        | 1965, 1966, 1979, 1980, 1984, 1993                         | 5             | 1978, 1982, 1983, 1985, 1994             | 11      | 2        |
| 9    | AMSL Fréjus VB      | Ligue B (D2)     | 4        | 1987, 1988, 1989, 1992                                     | 2             | 1986, 1990                               | 6       | 1        |
| 10   | CO Billancourt      | Disparu          | 3        | 1954, 1955, 1956                                           | 1             | 1958                                     | 4       | 0        |
| 11   | Stade Poitevin VB   | Ligue A (D1)     | 2        | 1999, 2011                                                 | 5             | 2000, 2007, 2008, 2012, 2025             | 7       | 1        |
| 12   | Grenoble VUC        | Nationale 1 (D3) | 1        | 1985                                                       | 4             | 1981, 1984, 1987, 1989                   | 5       | 4        |
| 13   | Chaumont VB 52      | Ligue A (D1)     | 1        | 2017                                                       | 4             | 2018, 2019, 2021, 2023                   | 5       | 0        |
| 14   | VGA Saint-Maur      | Nationale 3 (D5) | 1        | 1976                                                       | 2             | 1972, 1974                               | 3       | 1        |
| 15   | Saint-Nazaire VBA   | Ligue A (D1)     | 1        | 2024                                                       | 0             |                                          | 1       | 1        |
| 16   | CAS BNCI Alger      | Disparu          | 1        | 1959                                                       | 0             |                                          | 1       | 1        |
| 17   | SS Amicale de Paris | Disparu          | 1        | 1938                                                       | 0             |                                          | 1       | 0        |
| 18   | VB Club de France   | Disparu          | 1        | 1939                                                       | 0             |                                          | 1       | 0        |

## Identité visuelle

2009-2015
2015-2023
Depuis 2023